# Netstal Maschinen
Die Netstal Maschinen AG (Eigenschreibweise NETSTAL) ist ein Schweizer Maschinenbauunternehmen mit Sitz in Näfels im Kanton Glarus. Das Unternehmen entwickelt und produziert Spritzgiessmaschinen und Systemlösungen für die Kunststoffverarbeitung, insbesondere für Anwendungen in den Bereichen Verpackung, Medizintechnik und in der Getränkeindustrie.

## Geschichte

### Gründung und Expansion
Das Unternehmen wurde 1857 von Ulrich Rietmann als Maschinenfabrik, Eisen- und Messinggiesserei Ulrich Rietmann & Cie. im Dorf Netstal gegründet. 1922 wird die im Volksmund „Giessi“ genannte Fabrik in die Maschinenfabrik & Giesserei Netstal AG gewandelt.
1936 beschäftigte das Unternehmen 60 Personen und wurde an Emilio Coppetti verkauft. Ursprünglich auf den Metallguss spezialisiert, entwickelte das Unternehmen unter anderem Teigwaren- und Wäschereimaschinen sowie elektrotechnische Bauteile für Telefonapparate. Der Grundstein für die heutige Tätigkeit wurde mit der Herstellung von Pressen gelegt.

### Nach dem Zweiten Weltkrieg
Mit dem Ende des Zweiten Weltkriegs begann das Kunststoffzeitalter bei Netstal. Die erste halbautomatische Kunststoff-Spritzgiessmaschine wurde 1945 gebaut. In den folgenden Jahrzehnten entwickelte sich Netstal zu einem international bekannten Hersteller für Spritzgiessmaschinen.
1962 bezog die Firma die neuen vom Genfer Architekt Paul Waltenspühl entworfenen Werkhallen am heutigen Hauptsitz Näfels. Das Firmenlogo wurde von Waltenspühl bewusst in die architektonische Gestaltung der Hallendächer integriert.
Im Jahre 1976 erfolgte die Umbenennung in „Netstal-Maschinen AG“.
1992 wurden 100 % der Aktienanteile von der deutschen KraussMaffei Group übernommen.

### Seit dem Jahr 2000
Im Jahr 2000 wurde das Werksareal in Näfels um eine nördliche Halle erweitert.
Im Jahre 2001 beabsichtigte der Schweizer Unternehmer, Politiker und spätere Bundesrat Christoph Blocher die Netstal-Maschinen AG zu übernehmen. Die Transaktion scheiterte jedoch aufgrund von Finanzierungsproblemen. Das Unternehmen verblieb in der Hand der KraussMaffei Group, die ihrerseits in den Jahren 2002, 2006 und 2012 von verschiedenen nordamerikanischen Finanzinvestoren übernommen wurde.
2014 wird aufgrund zu geringer Auslastung die spanabhebende Bearbeitung an die Bartholet Maschinenbau AG veräussert. Die neue Eigentümerin betreibt die Fertigung als Linth Mechanik AG auf dem Areal der Netstal-Maschinen AG weiter.
Im April 2016 ging die Netstal-Maschinen AG gemeinsam mit KraussMaffei in den Besitz der chinesischen Staatsfirma ChemChina über.
2019 kam es innerhalb des Mutterkonzerns zu einer Bündelung der Geschäftsfelder unter der Dachmarke KraussMaffei. In diesem Zuge wurde Netstal zu „KraussMaffei High Performance AG“ umgewandelt. Der Name „Netstal“ blieb als Produktname auf den Spritzgiessmaschinen des Unternehmens erhalten. Die Entscheidung, die Produkte von Netstal unter dem Namen KraussMaffei High Performance AG anzubieten, sorgte für Verwirrung im Markt und wurde zwei Jahre später wieder rückgängig gemacht. Im Jahre 2021 wurde der Name auf Netstal Maschinen AG geändert.
Am 29. Januar 2024 meldete die Krones AG die Kaufabsicht für Netstal, mit Wirkung zum 28. März wurde der Verkauf vollzogen. Der Kaufpreis betrug ca. 170 Mio. Euro.

## Geschäftsfelder
Heute ist das Unternehmen Netstal spezialisiert auf Spritzgiessmaschinen für Anwendungen, in den denen es auf hohe Präzision und grosse Ausstossmengen ankommt. Eingesetzt werden die Maschinen überwiegend für die Herstellung von Preforms für PET-Flaschen, Schraubverschlüssen für Getränkeflaschen, Dünnwandverpackungen und medizinischen Artikeln (z. B. Spritzenkörper und Pipettenspitzen).
Zum Leistungsportfolio gehören neben den Spritzgiessmaschinen auch integrierte Systemlösungen inklusive Spritzgiesswerkzeug, Automation, Temperiergeräten, Materialhandling und weiteren benötigten Komponenten.
Servicedienstleistungen für Instandhaltung, Prozessoptimierungen, Modifikation und Revision runden das Portfolio von Netstal ab.

## Standorte
Der Hauptsitz und das einzige Produktionswerk befindet sich in Näfels (Kanton Glarus, Schweiz). Zusätzlich unterhält Netstal eigene Niederlassungen für Verkauf und Service in den USA, Mexiko, Brasilien, Grossbritannien, Belgien, Frankreich, Spanien, Deutschland, Dubai, Thailand, Singapur und China. Weitere Regionen werden mit eigenständig agierenden Distributionspartnern bedient.